# 835
835 је била проста година.

## Догађаји
- Википедија:Непознат датум — Нападом на острво Шепи на ушћу Темзе почиње ера сталних викиншких пљачкашких похода на Енглеску. Викинзи су напали Ирску на Краљевство Минстер код Инис Катаја.

- Рагнар Лодброк, нордијски викиншки владар, дошао је на власт. Постао је бич Француске и Енглеске.
- Дански викиншки освајачи се савезују са Корнволцима, против владавине Егберта, краља Весекса.
- 1. новембар – Папа Гргур IV промовише прославу празника Свих Светих на овај дан широм Франачког царства.

## Рођења
- Википедија:Непознат датум — Лотар II (краљ Лотарингије), краљ Лотарингије (†869)
- Википедија:Непознат датум — Лудвиг Млађи, краљ Немачке (†882)